# احمد امیرآبادی فراهانی
احمد امیرآبادی فراهانی (زادهٔ ۱۳۵۲) سیاستمدار اصول‌گرای ایرانی و نماینده دوره نهم، دهم و یازدهم مجلس شورای اسلامی از حوزه انتخابیه قم در استان قم بوده‌است.‌
وی در دوره نمایندگی دبیر هیئت رئیسه مجلس دهم و عضو کمیسیون برنامه و بودجه و محاسبات مجلس شورای اسلامی بود.وی عضو هیئت رئیسه شورای اسلامی شهر قم در دوره سوم بود. وی در انتخابات دوره دهم مجلس شورای اسلامی که در هفتم اسفند ۱۳۹۴ برگزار شد به‌عنوان نماینده اول از شهر قم به مجلس راه یافت. فراهانی همچنین عضو هیئت مدیره دیده‌بان شفافیت و عدالت می‌باشد.
وی در ۱۱ دی ۱۳۹۴، همراه با احمد توکلی، الیاس نادران، اسماعیل کوثری، محمدرضا آشتیانی و چند تن دیگر از نمایندگان، در نامه‌ای به رئیس‌جمهور خواستار آن شدند که واکنش مناسب‌تری نسبت به آنچه آن را نقض برجام از سوی دولت آمریکا می‌دانستند، انجام گیرد.
وزیر صمت (صنعت، معدن‌ و تجارت) دولت دهم در ۲۱ فروردین ۱۳۹۲ برای پاسخگویی به سؤال ملی احمد امیرآبادی فراهانی در مجلس حاضر شد. امیرآبادی از غضنفری درباره دلایل افزایش ناگهانی قیمت خودرو سؤال پرسیده بود.
نماینده مردم قم با این سؤال که خودرو کیلویی چند است؟ گفت: همه ما در مورد تعیین قیمت خودرو سر کار هستیم و مشخص نیست که چه کسی قرار است قیمت خودرو را تعیین کند.
پرسش نماینده مردم قم در مجلس شورای اسلامی سبب شد تا وزیر اقتصاد دولت دهم با دریافت کارت زرد دوم از مجلس شورای اسلامی، در یک قدمی استیضاح قرار گیرد. احمد امیرآبادی فراهانی نماینده مردم قم در مجلس شورای اسلامی که در سخنرانی‌های مختلف خود در همایش‌ها و مناسبات اقتصادی و تولیدی به انتقاد از دریافت تسهیلات از دانه درشت‌های بانکی پرداخته بود در آبان ماه سؤالی از وزیر اقتصاد با این مضمون که چرا معوقات بانکی به خصوص از افرادی که تسهیلات سنگینی دریافت داشته‌اند و از زمان پرداخت آن می‌گذرد دریافت نمی‌شود؛ مطرح کرد.

## نظرات و حواشی

### انقلاب از خیابان چهارمردان قم شروع شد، نه اززندان اوین.
احمد امیرآبادی فراهانی نماینده مردم قم در جلسه علنی ۲۵ مرداد ۱۳۹۴ مجلس و در نطق میان دستور با بیان اینکه مردم قم همواره در خط مقدم عدالتخواهی قرار داشته‌اند، اظهار داشت: مردم نشان داده‌اند که انقلاب از خیابان چهارمردان قم شروع شده‌است، نه از زندان اوین. این اظهارات امیرآبادی در واقع واکنشی بود به اظهارات اخیر عفت مرعشی دربارهٔ آغاز مجازات مهدی هاشمی که فائزه هاشمی به نقل از او در یک مصاحبه گفته بود انقلاب از اوین شروع شد.

### واکنش به مطلب طنز منتشر در روزنامه شاخه سبز به نام فرزندم تنها به نیروگاه نرو
اسفند ۱۳۹۵ در پی انتشار متن طنزی با عنوان ["فرزندم تنها به نیروگاه نرو" در ستون طنز روزانه یکی از روزنامه‌ها که با موضوع آسیب‌شناسی تیراندازی‌ها و قتل با اسلحه کلاشینکف و اعتراض به ناامنی در یکی از محلات محروم قم بنام نیروگاه منتشر شده بود. این نماینده قم طی نطقی در مجلس شورای اسلامی ضمن تذکر به وزیرارشاد، از مراجع ذیربط درخواست برخورد قانونی با این جریده را مطرح نمود. دهم اسفند ۱۳۹۵ در پی نطق این نماینده و نامه کتبی ۱۳۶ نماینده دیگر مجلس دهم (از مجموع ۲۸۰ نماینده) برای برخورد قاطع با عوامل انتشار این طنز، مدیرمسئول پیشکسوت جریده مزبور به دادسرای قم احضار و دستگیر شد. ساعاتی بعد از این اتفاق، مأموران امنیتی به محل سکونت نویسنده بدون اطلاع قبلی یورش برده و نهایتاً در شب همان روز، این نویسنده و روزنامه‌نگار جوان را نیز بازداشت نمودند
این موضوع که در رسانه ای محلی و با شمارگام محدود منتشر شده بود در نهایت منجر به دادگاهی شدن عوامل انتشار این طنز کوتاه و نهایتاً تبرائه ضمنی آن‌ها در دادگاه کیفری یک شد. در تابستان ۱۳۹۶ دادگاه قم با وجود رای هیئت منصفه مبنی بر عدم هرگونه توهین و رد اتهام‌ها دربارهٔ مطلب فوق و اتهام‌های وارده، دو متهم این پرونده را به جزای نقدی سنگین محکوم نمود. نویسنده طنز و جریده مذکور بارها اتهام توهین به مردم غیور قم و اهالی محترم آن محله را رد نموده‌اند.

### لزوم حمایت از پیام رسان‌های داخلی
امیرآبادی در همایش حمایت از حقوق مصرف‌کنندگان استان قم گفت: «پیام رسان تلگرام بدون هیچ هویتی امنیت و اطلاعات مردم ایران را به بازیچه گرفته‌است». وی با علام نقش مؤثر پیام رسان‌هایی مانند تلگرام در ایجاد نا امنی و نفوذ در اعتراضات آبان ۹۶ خواستار جایگزینی پیام رسان‌های داخلی با رعایت امنیت و حریم خصوصی و افزایش کیفیت خدمات دهی مردم شد.

### آمار درگذشتگان کرونا در قم و تکذیب آن توسط وزارت بهداشت
اسفند ۱۳۹۸، احمد امیرابادی در موردی دیگر همزمان با روزهای ابتدایی شیوع کرونا با اعلام اماری که بعداً مشخص شد غلط است، مدعی شده بود در قم روزانه ۵۰ نفر در اثر ابتلا به این ویروس می‌میرند  این موضوع با واکنش صریح معاون کل وزارت بهداشت و رد آن توسط وی مواجه شد. ایرج حریرچی با تکذیب این ادعا از امیرابادی خواسته بود در صورتی که این آمار اثبات شد استعفا می‌دهد و در غیر اینصورت نماینده قم باید استعفا دهد 

### حضور مأموران سرویس اطلاعاتی آمریکا در زمان جان‌باختن مهسا امینی
در میانه اغتشاشات امیرآبادی با حضور در یک برنامه تلویزیونی مدعی شد که اغتشاشات ایران «از پیش برنامه‌ریزی شده» بود و «دو مأمور سرویس اطلاعاتی آمریکا» در بیمارستان محل بستری مهسا امینی حضور داشتند و عکس‌های ابتدایی را آن‌ها منتشر کردند.»